# Taylor Lautner
Taylor Lautner (* 11. února 1992 Grand Rapids, Michigan) je americký herec, který se nejvíce proslavil rolí Jacoba Blacka ve filmové sérii Stmívání.

## Osobní život
Narodil se Deborah a Danieli Lautnerovým. Když mu bylo 6 let, začal se věnovat karate. Už v 8 letech reprezentoval svou zemi a vyhrál tři zlaté medaile. Karate studoval na Fabianově škole karate. Pak ho trénoval Mike Chat.

## Kariéra
V 7 letech pocítil, že by se chtěl věnovat herectví, a tak se přihlásil na konkurz do reklamy na Burger King. V konkurzu neuspěl, ale jeho rodiče ho nadále hodně podporovali a objížděli s ním plno konkurzů a pro větší šance se s ním přestěhovali do Los Angeles. Jejich úsilí se vyplatilo. Zahrál si v My Wife and Kids (2001), Kalifornské léto (2004), The Bernie Mac Show (2001), and The Nick & Jessica Variety Hour (2004). Taylor i daboval dvě epizody z Co je nového, Scooby-Doo? (2002) and Charlie Brown.
V roce 2005 dostal konečně pořádnou filmovou roli v Dobrodružství Žraločáka a Lávovky a v témže roce ve filmu Dvanáct do tuctu 2.
Svoji prozatím největší a nejznámější roli získal v roce 2008 ve filmu Stmívání jako Jacob Black. Roli si znovu zahrál ve druhém dílu série Twilight sága: Nový měsíc, poté ve třetím dílu Twilight sága: Zatmění a ve čtvrtém dílu, který byl rozdělen na dvě části Twilight sága: Rozbřesk – 1. část a 2. část. V roce 2010 se objevil po boku Taylor Swift ve filmu Na sv. Valentýna. O rok později získal hlavní roli ve filmu Bez dechu, kde si zahrál s Lily Collins.
V roce 2013 získal menší roli ve filmu Machři 2. V roce 2014 získal hlavní roli v akčním filmu Tracers. V únoru 2014 bylo potvrzeno, že nahradí Andyho Samberga v seriálu britské stanice BBC Three Kuků. V červnu 2016 bylo oznámeno, že se připojil k obsazení seriálu Scream Queens.

## Osobní život
Mezi lety 2006 až 2013 chodil se Sarou Hicks. Na začátku roku 2009 pak se Selenou Gomez a od září do prosince 2009 s Taylor Swift, se kterou se seznámil na natáčení Na sv. Valentýna. V roce 2011 chodil s herečkou Lily Collins. Od roku 2013 chodil s kanadskou herečkou Marií Avgeropoulos až do roku 2014. Od roku 2014 chodí s modelkou Rainou Lawson.
11. listopadu 2022 se oženil s Taylor Dome.

## Filmografie

### Film
| Rok  | Název                             | Role              | Poznámky            |
| ---- | --------------------------------- | ----------------- | ------------------- |
| 2001 | Shadow Fury                       | Mladý Kismet      |                     |
| 2005 | Dobrodružství Žraločáka a Lávovky | Žraločák          |                     |
| 2005 | Dvanáct do tuctu 2                | Elliot Martaugh   |                     |
| 2008 | Twilight sága: Stmívání           | Jacob Black       |                     |
| 2009 | Twilight sága: Nový měsíc         | Jacob Black       |                     |
| 2010 | Na sv. Valentýna                  | Willy Harrinton   |                     |
| 2010 | Twilight sága: Zatmění            | Jacob Black       |                     |
| 2011 | Field of Dreams 2: Lockout        | Farmář            | krátkometrážní film |
| 2011 | Bez dechu                         | Nathan            |                     |
| 2011 | Twilight sága: Rozbřesk – 1. část | Jacob Black       |                     |
| 2012 | Twilight sága: Rozbřesk – 2. část | Jacob Black       |                     |
| 2013 | Machři 2                          | Andy              |                     |
| 2015 | Nepolapitelní                     | Cam               |                     |
| 2015 | The Ridiculous 6                  | Lil' Pete         |                     |
| 2016 | Run the Tide                      | Reymond Hightower |                     |
| 2022 | Domácí tým                        | Troy Lambert      |                     |

### Televize
| Rok       | Název                           | Role                      | Poznámky                       |
| --------- | ------------------------------- | ------------------------- | ------------------------------ |
| 2003-04   | The Bernie Mac Show             | Aaron                     | 2 díly                         |
| 2004      | The Nick & Jessica Variety Hour | Mušketýr                  | televizní film                 |
| 2004      | My Wife and Kids                | Tyrone                    | díl: „Class Reunion“           |
| 2004      | Kalifornské léto                | Kluk na pláži             | díl: „To Thine Self Be True“   |
| 2005      | Co jen nového, Scooby-Doo?      | Ned Dennis (hlas)         | 3 díly                         |
| 2005      | Danny Phantom                   | Mladá krev (hlas)         | 3 díly                         |
| 2005      | Kačer Dodgers                   | Reggie Wasserstein (hlas) | 3 díly                         |
| 2006      | He's a Bully, Charlie Brown     | Joe Agete (hlas)          | televizní film                 |
| 2006      | Láska, s. r. o.                 | Oliver                    | díl: „Arrested Development“    |
| 2008      | My Own Worst Enemy              | Jack Spivey               | hlavní role, 7 dílů            |
| 2014–2017 | Kuků                            | Dale "Kuků" Ashbrick Jr.  | hlavní role, 15 dílů           |
| 2016      | Scream Queens                   | Dr. Cassiy Cascade        | hlavní role (2. řada), 10 dílů |

## Ocenění a nominace
| Rok  | Ocenění                                    | Kategorie                                                                 | Práce                                         | Výkon     |
| ---- | ------------------------------------------ | ------------------------------------------------------------------------- | --------------------------------------------- | --------- |
| 2005 | Young Artist Awards                        | nejlepší filmový výkon – mladý herec v hlavní roli                        | Dobrodružství Žraločáka a Lávovky             | nominace  |
| 2009 | Scream Awards                              | objev roku: muž                                                           | Twilight sága: Stmívání                       | vítězství |
| 2009 | MTV Movie Awards                           | objev roku: muž                                                           | Twilight sága: Stmívání                       | nominace  |
| 2009 | Teen Choice Awards                         | nejlepší nová filmová tvář: muž                                           | Twilight sága: Stmívání                       | vítězství |
| 2010 | People's Choice Awards                     | objev roku: herec                                                         | Twilight sága: Nový měsíc                     | vítězství |
| 2010 | Nickelodeon Kids' Choice Awards            | nejlepší filmový herec                                                    | Twilight sága: Nový měsíc                     | vítězství |
| 2010 | Nickelodeon Kids' Choice Awards            | Nejhorší dvojice na plátně (sdíleno s Kristen Stewart)                    | Twilight sága: Nový měsíc                     | vítězství |
| 2010 | Zlatá malina                               | Nejhorší dvojice na plátně (sdíleno s Kristen Stewart)                    | Twilight sága: Nový měsíc                     | nominace  |
| 2010 | Young Artist Awards                        | Best Performance in a Feature Film – Young Lead Actor                     | Twilight sága: Nový měsíc                     | nominace  |
| 2010 | MTV Movie Awards                           | Nejlepší filmový polibek (sdíleno s Taylor Swift)                         | Na sv. Valentýna                              | nominace  |
| 2010 | Teen Choice Awards                         | nejvíce sexy muž                                                          |                                               | vítězství |
| 2010 | Teen Choice Awards                         | módní ikona: muž                                                          | vítězství                                     |           |
| 2010 | Teen Choice Awards                         | nejlepší úsměv                                                            | vítězství                                     |           |
| 2010 | Teen Choice Awards                         | nejlepší herec: fantasy                                                   | Twilight sága: Zatmění                        | vítězství |
| 2010 | Teen Choice Awards                         | Nejlepší filmový polibek (sdíleno s Taylor Swift)                         | Na sv. Valentýna                              | nominace  |
| 2010 | Teen Choice Awards                         | Nejlepší filmová chemie (sdíleno s Taylor Swift)                          | Na sv. Valentýna                              | nominace  |
| 2010 | Scream Awards                              | nejlepší herec: fantasy                                                   | Twilight sága: Zatmění                        | nominace  |
| 2010 | Nickelodeon Australian Kids' Choice Awards | Nejhorší polibek (sdíleno s Kristen Stewart)                              | Twilight sága: Zatmění                        | nominace  |
| 2010 | Nickelodeon Australian Kids' Choice Awards | nejvíce sexy muž                                                          | Twilight sága: Zatmění                        | vítězství |
| 2011 | People's Choice Awards                     | nejlepší herec                                                            | Twilight sága: Zatmění                        | nominace  |
| 2011 | People's Choice Awards                     | nejlepší tým na plátně (sdíleno s Robertem Pattinsonem a Kristen Stewart) | Twilight sága: Zatmění                        | vítězství |
| 2011 | Zlatá malina                               | nejhorší herec                                                            | Twilight sága: Zatmění a Na sv. Valentýna     | nominace  |
| 2011 | Zlatá malina                               | nejhorší obsazení                                                         | Twilight sága: Zatmění                        | nominace  |
| 2012 | Zlatá malina                               | nejhorší herec                                                            | Bez dechu a Twilight sága: Rozbřesk – 1. část | nominace  |
| 2012 | Zlatá malina                               | Nejhorší dvojice na plátně (sdíleno s Kristen Stewart)                    | Twilight sága: Rozbřesk – 1. část             | nominace  |
| 2012 | Zlatá malina                               | nejhorší obsazení                                                         | Twilight sága: Rozbřesk – 1. část             | nominace  |
| 2012 | Nickelodeon Kids' Choice Awards            | nejlepší nakopávač zadků                                                  | Twilight sága: Rozbřesk – 1. část             | vítězství |
| 2013 | Zlatá malina                               | nejhorší herec ve vedlejší roli                                           | Twilight sága: Rozbřesk – 2. část             | vítězství |
| 2013 | Zlatá malina                               | Nejhorší dvojice na plátně (sdíleno s Mackenzie Foy)                      | Twilight sága: Rozbřesk – 2. část             | vítězství |
| 2013 | Zlatá malina                               | nejhorší obsazení                                                         | Twilight sága: Rozbřesk – 2. část             | vítězství |
| 2013 | MTV Movie Awards                           | nejlepší herecký výkon bez trika                                          | Twilight sága: Rozbřesk – 2. část             | vítězství |
| 2013 | Teen Choice Awards                         | nejlepší herec: sci-fi/fantasy                                            | Twilight sága: Rozbřesk – 2. část             | vítězství |
| 2013 | Teen Choice Awards                         | nejvíce sexy muž                                                          | Twilight sága: Rozbřesk – 2. část             | nominace  |
| 2013 | Teen Choice Awards                         | nejhezčí úsměv                                                            | Twilight sága: Rozbřesk – 2. část             | nominace  |
| 2014 | Zlatá malina                               | nejhorší herec ve vedlejší roli                                           | Machři 2                                      | nominace  |
| 2014 | Zlatá malina                               | nejhorší kombinace                                                        | Machři 2                                      | nominace  |
| 2017 | Teen Choice Awards                         | nejlepší filmový herec: dramatický film                                   | Run the Tide                                  | nominace  |
| 2017 | Teen Choice Awards                         | zloděj scén                                                               | Scream Queens                                 | nominace  |